# Reflexo acústico

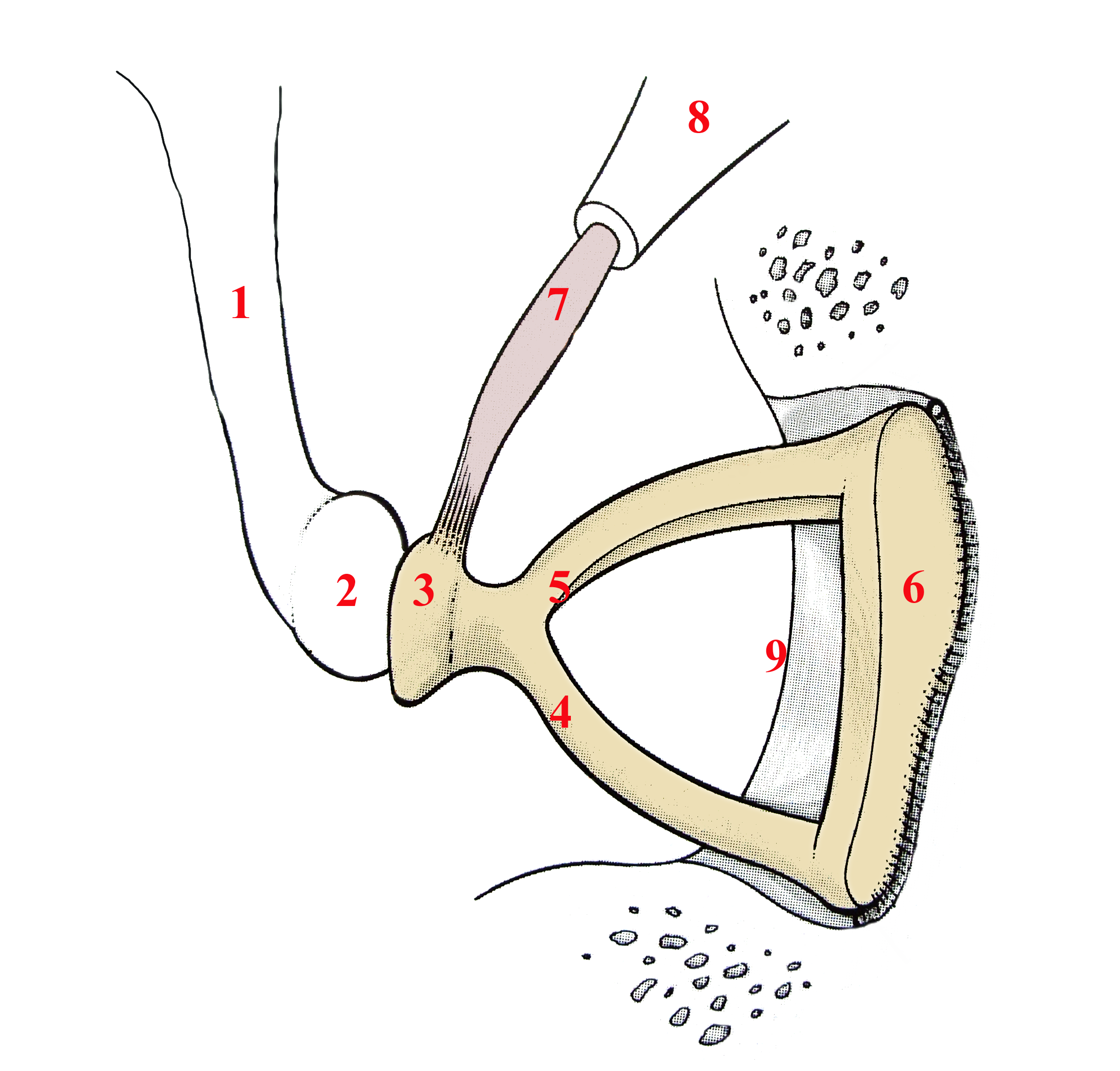
Ilustração destacando o músculo estapédio (7) inserido no estribo na orelha média.

O reflexo acústico (também conhecido como reflexo estapediano, reflexo do músculo estapédio, reflexo de atenuação ou reflexo auditivo), uma das medidas de imitância acústica, é uma contração muscular involuntária que ocorre na orelha média em resposta a estímulos sonoros de forte intensidade ou quando o indivíduo começa a vocalizar, assim, protegendo a orelha interna.
Quando apresentados estímulos sonoros de forte intensidade, os músculos estapédio e tensor timpânico dos ossículos se contraem. O estapédio enrijece a cadeia ossicular puxando o estribo da orelha média para fora da janela oval da cóclea e o músculo tensor do tímpano enrijece a cadeia ossicular carregando a membrana timpânica ao puxar o martelo em direção à orelha média.
O reflexo diminui a transmissão da energia vibracional para a cóclea, onde é convertida em impulsos elétricos a serem processados pelo cérebro. Para que o reflexo ocorra corretamente, é indispensável a integridade de todo arco reflexo estapediano, tanto a via aferente (onde o estímulo é dado), quanto a via eferente (onde se capta o estímulo), formado pelas orelhas externa, média e interna, estruturas do tronco encefálico, núcleo do músculo facial e músculo da orelha média.
A medição do reflexo acústico é normalmente realizada nas frequências de 500, 1.000, 2.000 e 4.000 Hz. Em testes audiológicos de rotina, os reflexos em 3000 Hz geralmente não são avaliados, embora não haja explicação para essa omissão, dada a importância dessa frequência na percepção da fala e nos exames audiométricos em pacientes expostos a ruídos intensos.

## Limiar do reflexo acústico
O limiar do reflexo acústico (LRA) é o nível de pressão sonora (NPS) a partir do qual um estímulo sonoro com uma determinada frequência aciona o reflexo acústico. O LRA é uma função do nível e da frequência da pressão sonora.
Indivíduos com audição normal têm um limiar de reflexo acústico em torno de 70 a 100 dB NA. Pessoas com perda auditiva condutiva (ou seja, transmissão ruim na orelha média) podem ter um limiar de reflexo acústico mais alto ou ausente.
O limiar do reflexo acústico é geralmente 10-20 dB abaixo do limiar de desconforto. No entanto, o limiar de desconforto não é um indicador relevante da nocividade de um som, por exemplo, na saúde auditiva de trabalhadores da indústria tendem a ter um limiar de desconforto mais alto, mas o som é igualmente prejudicial para os ouvidos.
| Registro | Classificação            | Intensidade do registro do reflexo acústico                                          |
| -------- | ------------------------ | ------------------------------------------------------------------------------------ |
| Presente | Nível normal             | Reflexo estapediano desencadeado entre 70 e 100 dB de nível de sensação              |
| Presente | Diminuído                | Diferença menor ou igual a 65 dB entre o limiar de via aérea e o reflexo estapediano |
| Presente | Aumentado                | Diferença maior que 100 dB entre o limiar de via aérea e o reflexo estapediano       |
| Ausente  | Reflexo não desencadeado | Reflexo não desencadeado                                                             |

O limiar do reflexo acústico pode ser reduzido pela apresentação simultânea de um segundo tom (facilitador). O tom do facilitador pode ser apresentado em qualquer um dos ouvidos. Esse efeito de facilitação tende a ser maior quando o tom do facilitador tem uma frequência menor que a frequência do eliciador (ou seja, o som usado para acionar o reflexo acústico).

## Características

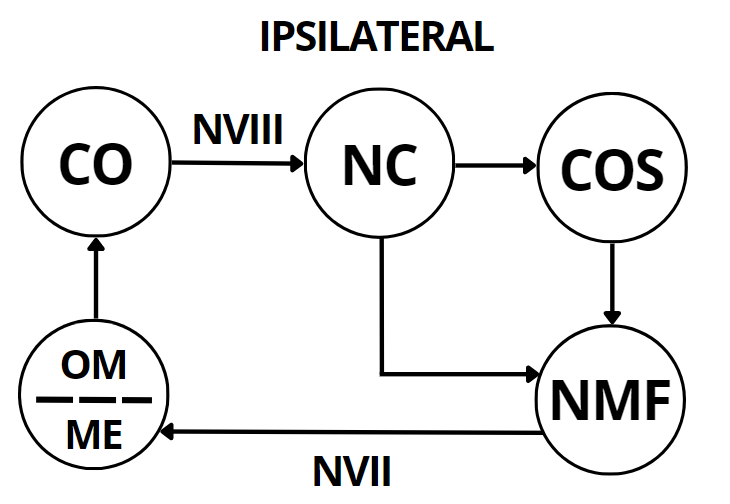
Esquema representando a via auditiva do reflexo acústico estapediano ipsilateral

Para a maioria dos animais, o reflexo acústico é a contração dos dois músculos da orelha média: o estapédio e o tensor do tímpano. Entretanto, em humanos, o reflexo acústico envolve apenas a contração do músculo estapédio, não o tensor do tímpano.
A contração do músculo estapédio ocorre bilateralmente nos ouvidos normais, independentemente do ouvido exposto à estimulação sonora de forte intensidade. É por essa razão que se pode captar o reflexo testando apenas uma orelha ou utilizar uma para obter o estímulo da outra. Quando o estímulo é dado e captado em uma mesma orelha é chamado de ipsilateral, e contralateral para quando se dá o estímulo em uma e o recebe na outra.

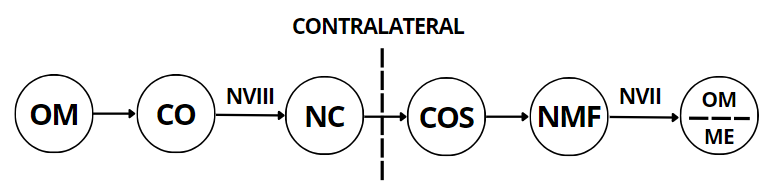
Esquema representando a via auditiva do reflexo acústico estapediano contralateral

Para o reflexo acústico contralateral, existe uma classificação para indicar se o mesmo é ausente ou presente (em níveis normais, aumentado ou diminuído) quando testado dependendo das mudanças que ocorrem ou não na orelha testada.
A prevalência de reflexos acústicos bilaterais em pessoas de 18 a 30 anos é de 85,3% (82,9%, 87,4%) intervalo de confiança do percentis 95% N = 3280 e em todas as pessoas 74,6% (73,2%, 75,9%) N = 15.106.
O reflexo acústico protege principalmente contra sons de baixa frequência. Quando acionado por sons de 20 dB acima do limiar do reflexo, o reflexo do estapédio diminui a intensidade do som transmitido à cóclea em cerca de 15 dB. O reflexo acústico também é evocado quando uma pessoa vocaliza. Em humanos, esse reflexo induzido pela vocalização reduz a intensidade do som que atinge a orelha interna em aproximadamente 20 decibels.
O reflexo é acionado em antecipação ao início da vocalização. Enquanto o reflexo do estapédio induzido pela vocalização em humanos resulta em aproximadamente uma redução de 20 dB na transdução para a orelha interna, as aves têm um reflexo do estapédio mais forte, que é evocado logo antes do cantar das aves. Se existir alterações no reflexo acústico, isso pode indicar Desordem do Processo Auditivo (DPA), ou seja, dificuldade em processar informações recebidas.
Uma aplicação importante da medição do reflexo acústico é na avaliação do fenômeno coclear de crescimento anormal da sonoridade, ou seja: recrutamento Pode existir recrutamento (fenômeno que distorce a sensação de intensidade) ou decrutamento (fenômeno que distorce a sensação no nível de audição) dependendo do tipo de perda que o paciente apresenta.
A interpretação do reflexo estapediano é de grande importância no diagnóstico clínico. No entanto, a literatura ainda não estabeleceu o que representam seus valores em relação a queixas auditivas como hipoacusia, hipersensibilidade a sons fortes, zumbido e dificuldade de percepção da fala.

## Função de proteção
A proteção do órgão de Corti, fornecida pelo reflexo acústico contra a estimulação excessiva (especialmente a das frequências mais baixas), foi demonstrada tanto no homem quanto nos animais. Mas esse efeito de proteção é limitado.
Segundo o artigo Significância do reflexo do estapédio para a compreensão da fala, a latência da contração é de apenas 10 ms, mas a tensão máxima pode não ser alcançada por 100 ms ou mais. Segundo o artigo Le traumatisme acoustique, a latência da contração é de 150 ms com estímulo sonoro cujo NPS está no limiar (LRA) e 25-35 ms em elevados níveis de pressão sonora. De fato, a amplitude da contração cresce com o nível de pressão sonora do estímulo.
Devido a essa latência, o reflexo acústico não pode proteger contra ruídos intensos repentinos. No entanto, quando vários ruídos intensos repentinos são apresentados em um ritmo superior a 2-3 segundos de intervalo, o reflexo acústico é capaz de desempenhar um papel contra a fadiga auditiva.
Além disso, a tensão total do músculo estapédio não pode ser mantida em resposta à estimulação contínua. De fato, a tensão cai para cerca de 50% do seu valor máximo após alguns segundos.
Nos critérios de risco de dano para exposição a ruído de impulso, o reflexo acústico é parte integrante do modelo do Algoritmo de Avaliação de Perigo Auditivo para Humanos e dos modelos de Energia Coclear Integrada. Esses dois modelos estimam a resposta da membrana basilar em resposta a um estímulo de entrada e somam a vibração dos segmentos da membrana basilar para prever o risco potencial de perda auditiva. O reflexo acústico pode ser ativado antes que um impulso chegue ao ouvido por meio de uma resposta condicionada assumida ou pode ser ativado após o estímulo exceder um nível específico (por exemplo, 134 dB).
Medições recentes do reflexo acústico com um grupo de 50 indivíduos constataram que apenas 2 dos indivíduos exibiram qualquer pré-ativação do reflexo no controle advertido (contagem regressiva) ou volitivo do estímulo provocador.

## Medição
Na maioria das vezes, o reflexo do estapédio é testado com a imitanciometria (timpanometria + pesquisa do reflexo acústico). A contração do músculo estapédio enrijece a orelha média, diminuindo assim a admitância na orelha média; isso pode ser medido graças à imitanciometria. O reflexo acústico do estapédio também pode ser registrado por meio de manometria extratimpânica (MET).
O reflexo estapediano pode ser medido com a velocimetria com laser Doppler. Jones et al. concentraram um laser no reflexo da luz do manúbrio em seres humanos acordados. A amplitude de um tom de sonda de 500 Hz foi utilizado para monitorar as vibrações da membrana timpânica. Vários eliciadores foram apresentados aos sujeitos: tone burst de 1000 Hz por 0,5 s a 100 dB NPS, registrou ruído de tiro de calibre 0,22 com um nível de pico de 110 dB NPS. A amplitude do tom de sonda de 500 Hz foi reduzido em resposta aos estímulos que o provocam. As constantes de tempo para a taxa de início e recuperação foram medidas em cerca de 113 ms para o tom e 60-69 ms para as gravações de tiros.

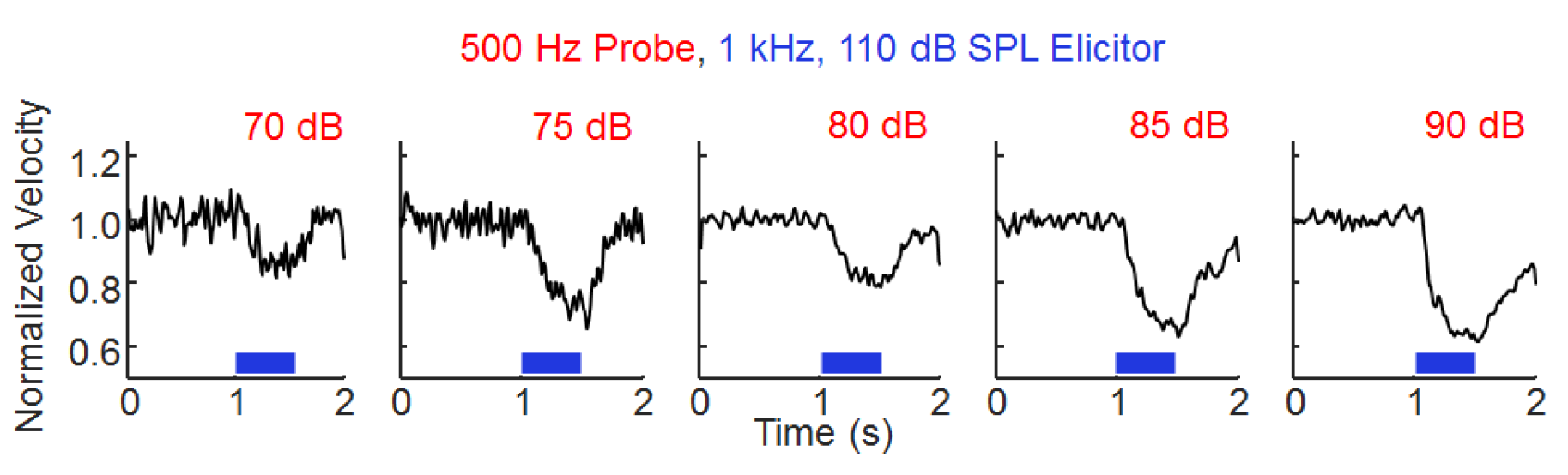
Exemplos do início e recuperação do reflexo acústico medidos com um sistema de velocimetria com doppler a laser.

Como o músculo estapediano é inervado pelo nervo facial, uma medida do reflexo pode ser usada para localizar a lesão no nervo. Se a lesão estiver distal ao músculo estapediano, o reflexo ainda estará funcional.
Uma medida do reflexo também pode ser usada para sugerir uma lesão retrococlear (por exemplo, schwannoma vestibular, neuroma acústico).
O reflexo acústico normalmente ocorre apenas em intensidades relativamente fortes; a contração dos músculos da orelha média para sons mais fracos pode indicar disfunção da orelha (por exemplo, síndrome do tensor tônico tímpano - TTTS).
A via envolvida no reflexo acústico é complexa e pode envolver a cadeia ossicular (martelo, bigorna e estribo), a cóclea (órgão da audição), o nervo auditivo, tronco encefálico, nervo facial, complexo olivar superior e núcleo coclear. Consequentemente, a ausência de um reflexo acústico, por si só, pode não ser conclusiva na identificação da fonte do problema.